# 康查卡
康查卡（—1318年），第二任莫斯科大公尤里·丹尼洛维奇之妻，钦察汗国第九代汗月即别之妹，祖父为忙哥帖木儿，父亲为宗王脱黑鲁察。1317年由月即别许配给尤里。